# Faeröers voetbalelftal in 2000
Het Faeröers voetbalelftal speelde in totaal zes interlands in het jaar 2000, waarvan twee duels in de kwalificatiereeks voor het WK voetbal 2002 in Japan en Zuid-Korea. De nationale selectie stond voor het zevende opeenvolgende jaar onder leiding van de Deense bondscoach Allan Simonsen, de opvolger van de eind 1993 opgestapte Páll Guðlaugsson. Op de in 1993 geïntroduceerde FIFA-wereldranglijst zakte Faeröer in 2000 van de 112de (januari 2000) naar de 117de plaats (december 2000).

## Balans
| Wedstrijden | Wedstrijden | Wedstrijden | Wedstrijden | Doelpunten | Doelpunten | Doelpunten | Punten |
| Gespeeld    | Winst       | Gelijk      | Verlies     | Voor       | Tegen      | Saldo      | Punten |
| ----------- | ----------- | ----------- | ----------- | ---------- | ---------- | ---------- | ------ |
| 6           | 1           | 1           | 4           | 6          | 13         | –7         | 0.500  |

## Interlands
|                                                         |                   |       |         |                                                                                           |
| 31 januari Nordic Cup № 64 «onderlinge duels» 14:00 uur | Finland           | 1 – 0 | Faeröer | La Manga Club Centro, La Manga Toeschouwers: 310 Scheidsrechter: Gylfi Thór Orasson (ISL) |
| 31 januari Nordic Cup № 64 «onderlinge duels» 14:00 uur | Antti Sumiala 57' |       |         | La Manga Club Centro, La Manga Toeschouwers: 310 Scheidsrechter: Gylfi Thór Orasson (ISL) |

|                                                         |                                    |       |                                                                                   |                                                                                     |
| 4 februari Nordic Cup № 65 «onderlinge duels» 14:00 uur | Faeröer                            | 2 – 3 | IJsland                                                                           | La Manga Club Centro, La Manga Toeschouwers: 57 Scheidsrechter: Rune Pedersen (NOR) |
| 4 februari Nordic Cup № 65 «onderlinge duels» 14:00 uur | Allan Mørkøre 19' Todi Jónsson 37' |       | 40' (pen.) Ríkharður Daðason 57' (pen.) Ríkharður Daðason 66' Bjarki Gunnlaugsson | La Manga Club Centro, La Manga Toeschouwers: 57 Scheidsrechter: Rune Pedersen (NOR) |

|                                                              |               |              |         |                                                                                     |
| 26 april Vriendschappelijk № 66 «onderlinge duels» 18:30 uur | Liechtenstein | 0 – 1        | Faeröer | Rheinpark Stadion, Vaduz Toeschouwers: 950 Scheidsrechter: Andreas Schluchter (SUI) |
| 26 april Vriendschappelijk № 66 «onderlinge duels» 18:30 uur |               | 71' Uni Arge |         | Rheinpark Stadion, Vaduz Toeschouwers: 950 Scheidsrechter: Andreas Schluchter (SUI) |

|                                                          |         |                                 |            |                                                                              |
| 16 augustus Nordic Cup № 67 «onderlinge duels» 19:45 uur | Faeröer | 0 – 2                           | Denemarken | Tórsvøllur, Tórshavn Toeschouwers: 6.478 Scheidsrechter: Jon Skjervold (NOR) |
| 16 augustus Nordic Cup № 67 «onderlinge duels» 19:45 uur |         | 56' Ebbe Sand 59' Brian Nielsen |            | Tórsvøllur, Tórshavn Toeschouwers: 6.478 Scheidsrechter: Jon Skjervold (NOR) |

|                                                               |                               |       |                                  |                                                                             |
| 3 september WK-kwalificatie № 68 «onderlinge duels» 16:00 uur | Faeröer                       | 2 – 2 | Slovenië                         | Svangaskarð, Toftir Toeschouwers: 3.200 Scheidsrechter: Mikko Vuorela (FIN) |
| 3 september WK-kwalificatie № 68 «onderlinge duels» 16:00 uur | Uni Arge 87' Øssur Hansen 90' |       | 25' Sašo Udovič 85' Milan Osterc | Svangaskarð, Toftir Toeschouwers: 3.200 Scheidsrechter: Mikko Vuorela (FIN) |

|                                                             | |       |                  |                                                                             |
| 7 oktober WK-kwalificatie № 69 «onderlinge duels» 17:30 uur | Zwitserland | 5 – 1 | Faeröer          | Hardturm, Zürich Toeschouwers: 9.500 Scheidsrechter: Kostas Kapitanis (CYP) |
| 7 oktober WK-kwalificatie № 69 «onderlinge duels» 17:30 uur | Marco Zwyssig 26' Sébastien Fournier 35' Kubilay Türkyilmaz 43' (pen.) Kubilay Türkyilmaz 45' (pen.) Kubilay Türkyilmaz 53' (pen.) |       | 4' John Petersen | Hardturm, Zürich Toeschouwers: 9.500 Scheidsrechter: Kostas Kapitanis (CYP) |

## FIFA-wereldranglijst
| JAN | FEB | MAR | APR | MEI | JUN | JUL | AUG | SEP | OKT | NOV | DEC |
| --- | --- | --- | --- | --- | --- | --- | --- | --- | --- | --- | --- |
| 112 | 112 | 115 | 116 | 115 | 117 | 118 | 119 | 117 | 117 | 116 | 117 |

## Statistieken
| Jens Martin Knudsen  | 1967-06-11 | Leiftur Olafsfjörður | 3 | 1 | 0 | 50 | 0  |
| Jákup Mikkelsen      | 1970-08-14 | Herfølge BK          | 3 | 0 | 0 | 16 | 0  |
| Sunnvard Joensen     | 1968-07-14 | GÍ Gøta              | 0 | 1 | 0 | 1  | 0  |
| Verdediging          |            |                      |   |   |   |    |    |
| Jens Kristian Hansen | 1971-09-03 | B36 Tórshavn         | 6 | 0 | 0 | 38 | 1  |
| Óli Johannesen       | 1972-05-06 | Aarhus GF            | 4 | 0 | 0 | 47 | 1  |
| Jan Dam              | 1968-09-07 | B68 Toftir           | 3 | 0 | 0 | 39 | 1  |
| Hans Fróði Hansen    | 1975-08-25 | Sogndal Fotball      | 3 | 0 | 0 | 14 | 1  |
| Jóhannis Joensen     | 1970-11-27 | HB Tórshavn          | 1 | 4 | 0 | 8  | 0  |
| Johan Byrial Hansen  | 1975-09-18 | Odense BK            | 1 | 0 | 0 | 1  | 0  |
| Middenveld           |            |                      |   |   |   |    |    |
| Julian Johnsson      | 1975-02-24 | Sogndal Fotball      | 6 | 0 | 0 | 36 | 1  |
| Øssur Hansen         | 1971-01-07 | B68 Toftir           | 5 | 1 | 1 | 40 | 2  |
| Sámal Joensen        | 1975-01-15 | GÍ Gøta              | 5 | 1 | 0 | 19 | 0  |
| Allan Mørkøre        | 1971-11-22 | HB Tórshavn          | 5 | 1 | 0 | 51 | 1  |
| Fróði Benjaminsen    | 1977-12-14 | B68 Toftir           | 3 | 1 | 0 | 6  | 0  |
| Henning Jarnskor     | 1972-11-15 | GÍ Gøta              | 2 | 2 | 0 | 35 | 1  |
| Heðin á Lakjuni      | 1978-02-19 | KÍ Klaksvík          | 1 | 1 | 0 | 4  | 0  |
| Rógvi Jacobsen       | 1979-03-05 | KÍ Klaksvík          | 0 | 5 | 0 | 7  | 0  |
| Aanval               |            |                      |   |   |   |    |    |
| Todi Jónsson         | 1972-02-02 | FC Kopenhagen        | 4 | 0 | 1 | 42 | 10 |
| John Petersen        | 1972-04-22 | Leiftur Olafsfjörður | 4 | 0 | 1 | 28 | 3  |
| Uni Arge             | 1971-01-21 | ÍA Akranes           | 3 | 2 | 2 | 32 | 6  |
| Kurt Mørkøre         | 1969-02-02 | Sogndal Fotball      | 3 | 2 | 1 | 30 | 2  |
| Jákup á Borg         | 1979-10-26 | B36 Tórshavn         | 1 | 1 | 0 | 10 | 0  |

FSF · A-internationals · Statistieken · Bondscoaches · Faeröers vrouwenelftal · Faeröer U21 · Faeröer U20 · Faeröer U19 · Faeröer U18 · Faeröer U17 · Faeröer U16
1980 – 1989 ·
1990 – 1999 ·
2000 – 2009 ·
2010 – 2019 ·
2020 – 2029
1988 · 
1989 · 
1990 ·
1991 · 
1992 · 
1993 · 
1994 · 
1995 · 
1996 · 
1997 · 
1998 · 
1999 · 
2000 · 
2001 · 
2002 · 
2003 · 
2004 · 
2005 · 
2006 · 
2007 · 
2008 · 
2009 · 
2010 · 
2011 · 
2012 · 
2013 · 
2014 · 
2015 · 
2016 ·
2017 ·
2018 ·
2019 ·
2020 ·
2021 ·
2022 ·
2023 ·
2024
Albanië ·
Andorra ·
Armenië ·
Azerbeidzjan ·
België ·
Bosnië en Herzegovina ·
Canada ·
Cyprus ·
Denemarken ·
Duitsland ·
Estland ·
Finland ·
Frankrijk ·
Georgië ·
Gibraltar ·
Griekenland ·
Hongarije ·
Ierland ·
IJsland ·
Israël ·
Italië ·
Joegoslavië ·
Kazachstan ·
Kosovo ·
Letland · 
Liechtenstein ·
Litouwen ·
Luxemburg ·
Malta ·
Moldavië ·
Nederland ·
Noord-Ierland ·
Noord-Macedonië ·
Noorwegen ·
Oekraïne ·
Oostenrijk ·
Polen ·
Portugal ·
Roemenië ·
Rusland ·
San Marino ·
Schotland ·
Servië ·
Servië en Montenegro · 
Slovenië ·
Slowakije ·
Spanje ·
Thailand ·
Tsjechië ·
Tsjecho-Slowakije ·
Turkije ·
Wales ·
Zweden ·
Zwitserland